# Examen
Az examen meditatív, szemlélődő jellegű, keresztény (Szent Ignác-i) imamód. Kerete rendkívül egyszerű: az imádkozó a nap egy alkalmas időpontjában elcsendesedik, és visszatekint az előző examen óta eltelt időre. Lényege az emberben működő erők, belső megmozdulások mérlegelése, kiértékelése. Az examen gyakorlata azt szolgálja, hogy az imádkozó megérezze, megtalálja Istent önmagában, teljes emberi személyiségével odaforduljon Istenhez.

## Hogyan szokás végezni ezt az imamódot?
Egy examen rendes körülmények között 15 percig tart, és jellegzetes időpontja az este. Szent Ignác a reggeli napindításnál és délben, ebéd környékén is ajánl egy-egy vissza- és előretekintést.
Az eltelt időszak eseményeire az exament végző imádkozó úgy tekint vissza, mintha egy filmet nézne. Az ajánlások szerint nem akarja megváltoztatni és megmagyarázni azt, ami volt, egyszerűen szemléli Isten szeretetének fényében. Az események és történések csak támpontok. Arra próbál figyelni, mi az, ami hatott rá, és hogyan érintette érzelmi életét. Érzései, kedélyállapota, apró indulatai a mérvadóak. Ezeket a belső megmozdulásokat érdemes az examen során alaposan megvizsgálni, megkülönböztetni: melyek és hogyan vezettek Isten, a szeretet felé, és melyek az önzés, a szeretetlenség felé. Így tudatosulhat az imádkozóban, mennyi ajándékot kap minden nap Istentől, megszülethet benne a hála. Emellett pedig az is tudatosulhat, hogy mi az, ami nyugtalanságot okoz és kiengesztelődést igényel életében: kiengesztelődést Istennel, másokkal, vagy önmagával. (Fájdalmát leteheti Isten elé.)
A megkülönböztetés gyakorlásával kifejlődhet az egyre biztonságosabb ráérzőképesség, amivel az imádkozó felismerheti saját életében a jó működését és a romboló tendenciákat. Az examen ugyanakkor természetesen imádság, nem önanalízis. Lényeges, hogy végzése közben az imádkozó jelen legyen Isten számára (tudatos jelenlét (mindfulness)), figyelmét újra és újra visszahelyezve felé.

## Az examen egy lehetséges forgatókönyve
Elcsendesedem, és tudatosítom, hogy Isten jelenlétében vagyok
1. Kérem a Szentlélek világosságát, hogy Isten szemével lássak
2. Sorra veszem a nap eseményeit, külső és belső történéseit, mintha egy filmet néznék
3. Melyek voltak azok az ajándékok a napom folyamán, amelyekért hálás lehetek Istennek? Hol működött Isten a mai napon az életemben, és hol tudtam együttműködni vele?
4. Hol vannak azok a pillanatok, amikor nem Jézus lelkülete szerint gondolkodtam, szóltam, cselekedtem? Hol vétettem, mulasztottam? Bocsánatot kérek az Úrtól, aki végtelenül irgalmas.
5. Előre tekintek a következő napra: mit vár tőlem Jézus? Milyen hozzáállással szeretnék jelen lenni a rám váró eseményekben? Bízom Isten segítségében és kérem az erejét.